# アラカジュ
アラカジュ(ポルトガル語: Aracaju [aɾakaˈʒu])は、ブラジル北東部、セルジペ州の州都である。人口は66万4908人（2020年）。1885年に設立された比較的新しい都市で、美しい海岸で有名。サルヴァドールの北方約350kmに位置している。

## 歴史
1885年、当時の州都サン・クリストヴァンに代わる新しい州都として設立された。州政府移転の理由としてはサン・クリストヴァンが内陸の都市であり、港に大型船が入港出来ないことが挙げられている。

## 教育
大学
- セルジペ連邦大学

## 交通
- サンタマリア空港

## スポーツ
- CSセルジッペ - サッカークラブ
- ADコンフィアンサ - サッカークラブ

## 出身者
- チアゴ・リベイロ・ドス・サントス - サッカー選手
- ウィリアン・チエゴ・ジ・ジェズス - サッカー選手
- ヴィクトル・アンドラーデ・サントス - サッカー選手
- ウィリアンス・ドス・サントス・サンターナ - サッカー選手
- アジウソン・ドス・サントス - サッカー選手
- アンドレヴァウド・デ・ジェズス・サントス - サッカー選手